# Spidsmus
Spidsmus (latin: Soricidae) er en familie af små pattedyr som overfladisk set minder om mus med lange snabelagtige snuder. Spidsmus er imidlertid ikke gnavere, men tilhører ordenen insektædere.
Der er 312 arter af spidsmus i 23 slægter som er grupperet i 2 underfamilier. Spidsmus findes overalt på jorden bortset fra Ny Guinea, Australien, New Zealand og det meste af Sydamerika (de findes i den nordligste, tropiske del af Sydamerika).
Spidsmus er oftest territoriale dyr med dårligt syn, der benytter deres gode lugtesans i deres jagt på føde: insekter, orme og andre smådyr, under blade og i tæt vegetation. Insektæderne har bevaret mange primitive pattedyrstræk, f.eks. har de det primitive placentale tandsæt og kindtænderne har knuder med spidser og tyggeflader, der er perfekte til at knuse insekternes exoskelet. Tarmsystemet er også primitivt. Fødderne har fem tæer og halen er forholdsvis kort.
Insektæderne lever typisk tæt ved jorden, men der er også arter som lever i træer, under jorden og endda i vand. Alle spidsmus er små, typisk på størrelse med mus. Den største art er Suncus murinus som lever i de asiatiske troper. Den er omkring 15 cm lang og vejer omkring 100 g. Den mindste art, pygmæspidsmus (Suncus etruscus), som lever i Sydeuropa, er omkring 3,5 cm og vejer 2 g. Den er det mindste nulevende pattedyr.
Nogle arter af spidsmus er giftige, hvilket ellers er et meget usædvanligt træk for pattedyr. Af samme grund undgås insektæderne oftest af rovdyr. Danmarks almindelige spidsmus har kirtler på siden af kroppen, der afgiver en uappetitlig moskuslugt, hvilket betyder at de færreste rovdyr vil spise den. Desværre forhindrer det ikke altid at dyret bliver dræbt – mange katteejere kan nikke genkendende til at finde døde spidsmus efterladt af deres hengivne katte. Enkelte rovdyr æder dog trods lugten spidsmusen med velbehag, bl.a. grævlingen, sløruglen og stor tornskade.
De tre spidsmusarter i Danmark er som de fleste andre pattedyr i Danmark totalfredede:
- Almindelig spidsmus (Sorex araneus)
- Dværgspidsmus (Sorex minutus) (Det mindste danske pattedyr)
- Vandspidsmus (Neomys fodiens)

## Klassifikation
Familie : Soricidae
- Underfamilie: Soricinae
  - Tribus: Soricini
    - Slægt: Blarinella
    - Slægt: Sorex
    - Slægt: Microsorex

  - Tribus: Nectogalini
    - Slægt: Notiosorex
    - Slægt: Anourosorex
    - Slægt: Soriculus
    - Slægt: Neomys
    - Slægt: Nectogale
    - Slægt: Chimarrogale

  - Tribus: Blarinini
    - Slægt: Cryptotis
    - Slægt: Blarina
- Underfamilie: Crocidurinae
  - Slægt: Crocidura
  - Slægt: Myosorex
  - Slægt: Suncus
  - Slægt: Sylvisorex
  - Slægt: Diplomesodon
  - Slægt: Feroculus
  - Slægt: Scutisorex
  - Slægt: Ruwenzorisorex
  - Slægt: Solisorex
  - Slægt: Paracrocidura